# Петрашівка (Чернівецький район)
Петраші́вка (рум. Mihoreni, Мігорени) — село в Україні, у Герцаївській міській громаді Чернівецького району Чернівецької області.

## Географія
На південному сході від села бере початок річка Селіштя, ліва притока Молниці.

## Історія
З 24 серпня 1991 року село входить до складу незалежної України.
У 2018 році шляхом об'єднання сільських рад, село увійшло до складу Герцаївської міської громади.
До адміністративної реформи 19 липня 2020 року село належало до Герцаївського району, після його ліквідації, увійшло до складу Чернівецького району.

## Населення
За результатами перепису населення України 2001 року населення села становить 2008 осіб, з яких румунську мову визнали рідною 98,9% жителів.

### Мова
Розподіл населення за рідною мовою за даними перепису 2001 року:
| Мова            | Кількість | Відсоток |
| --------------- | --------- | -------- |
| румунська       | 1986      | 98.90%   |
| українська      | 12        | 0.60%    |
| російська       | 9         | 0.45%    |
| інші/не вказали | 1         | 0.05%    |
| Усього          | 2008      | 100%     |

## Уродженці села
- Жар Михайло Васильович — настоятель Свято-Вознесенського чоловічого монастиря Української православної церкві Московського патріархату. Удостоєний звання Герой України (2008).

## Світлини

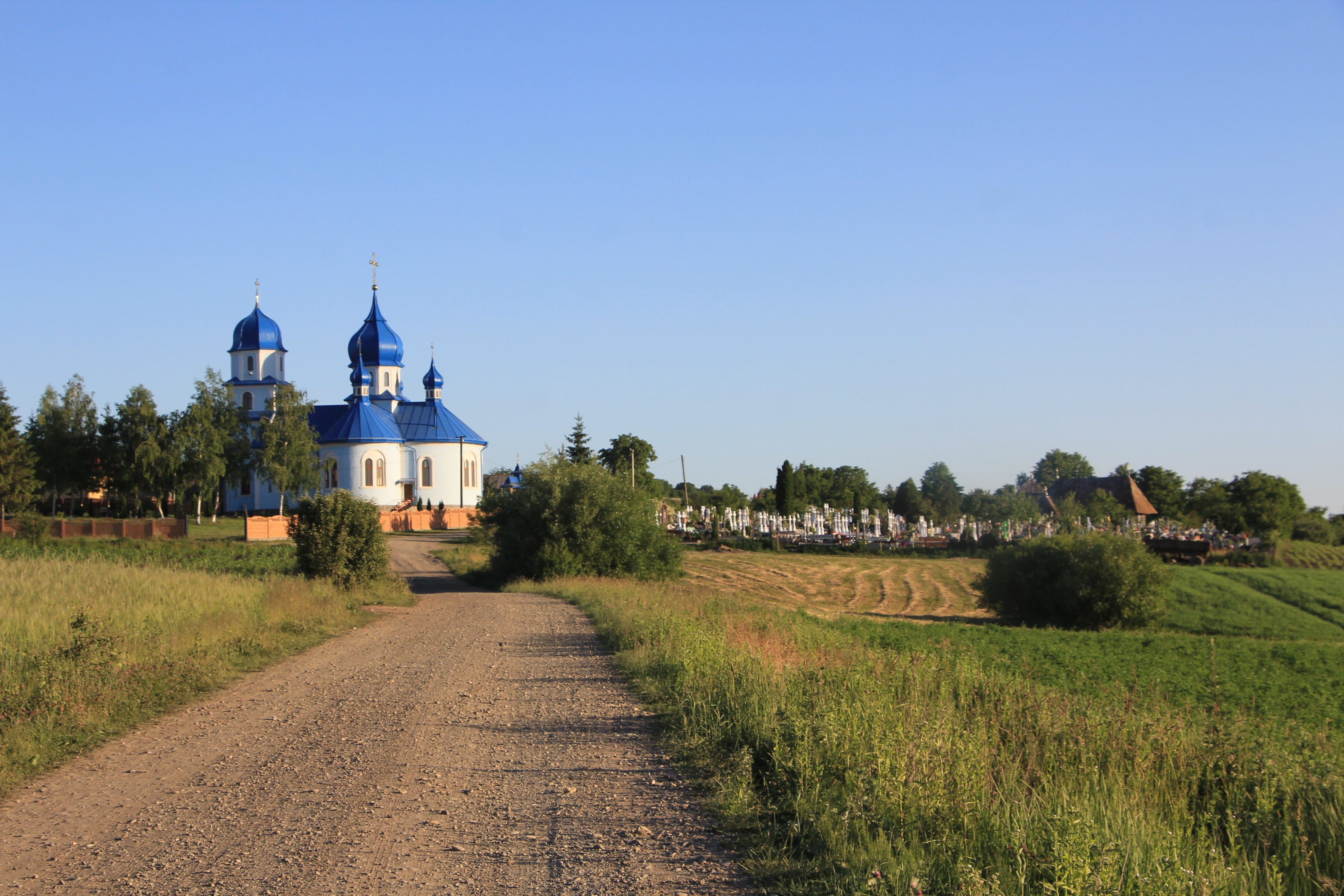
Дерев'яна церква Св. Арх. Михайла 1663 с. Петрашівка
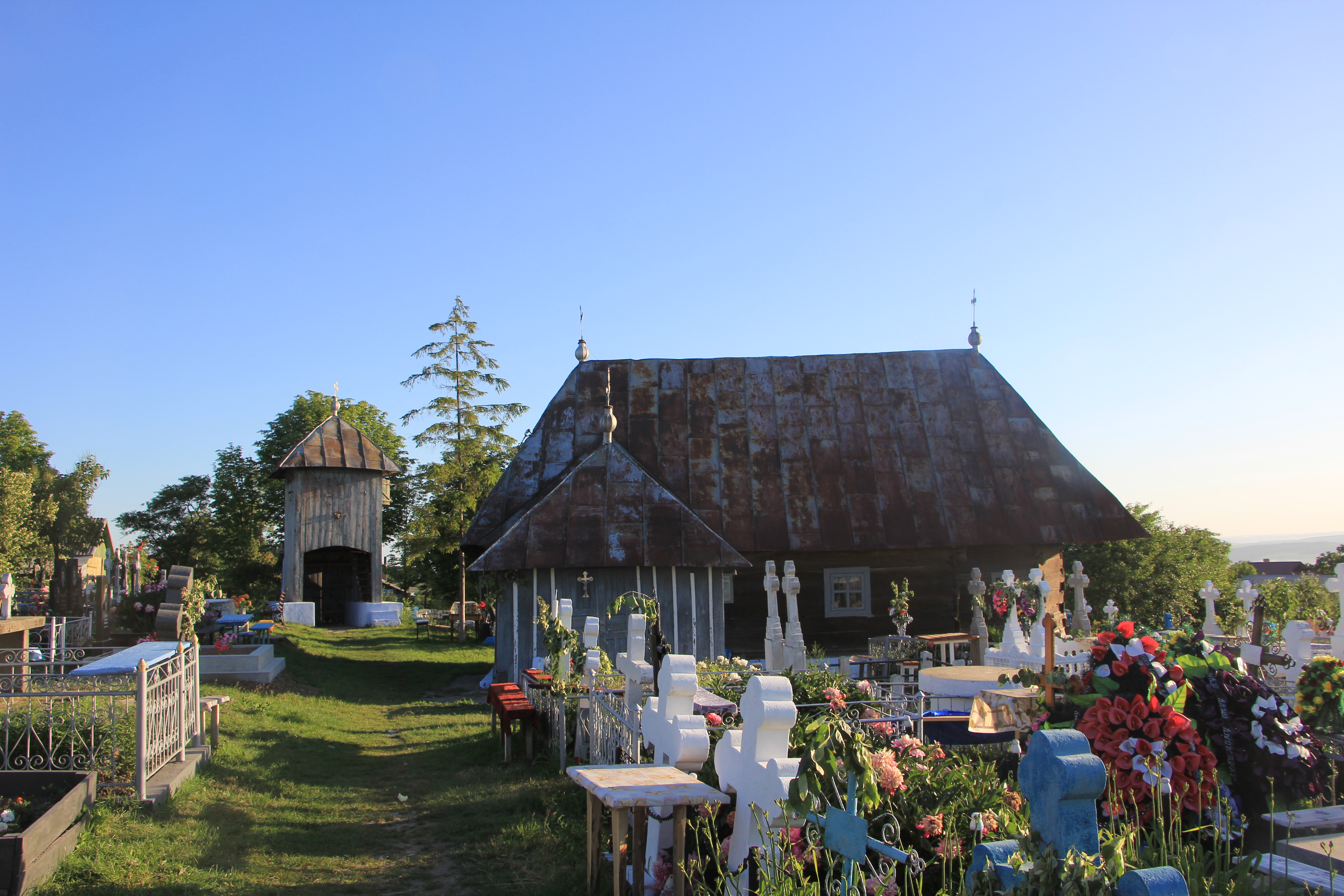
Дерев'яна церква Св. Арх. Михайла 1663 с. Петрашівка
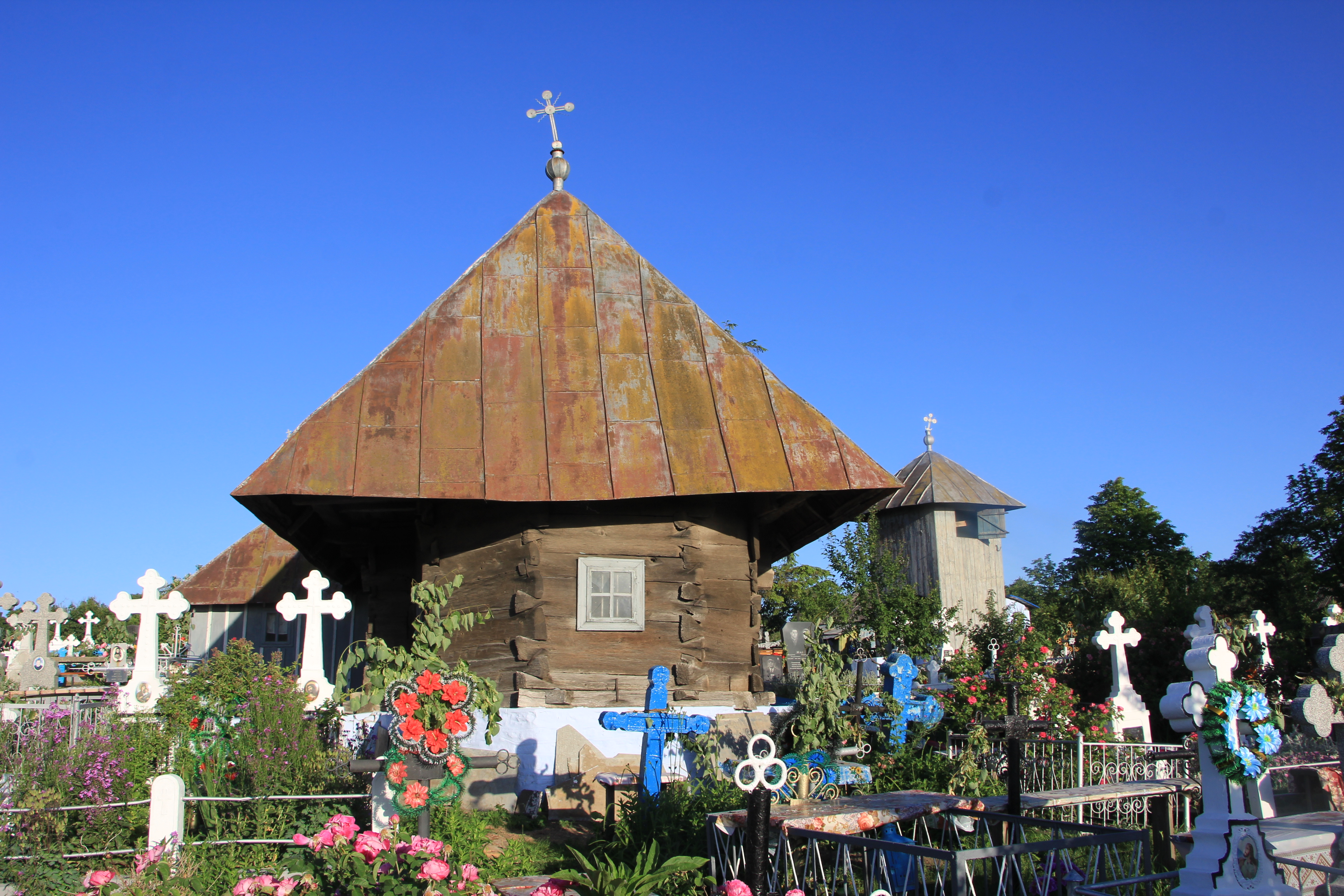
Дерев'яна церква Св. Арх. Михайла 1663 с. Петрашівка
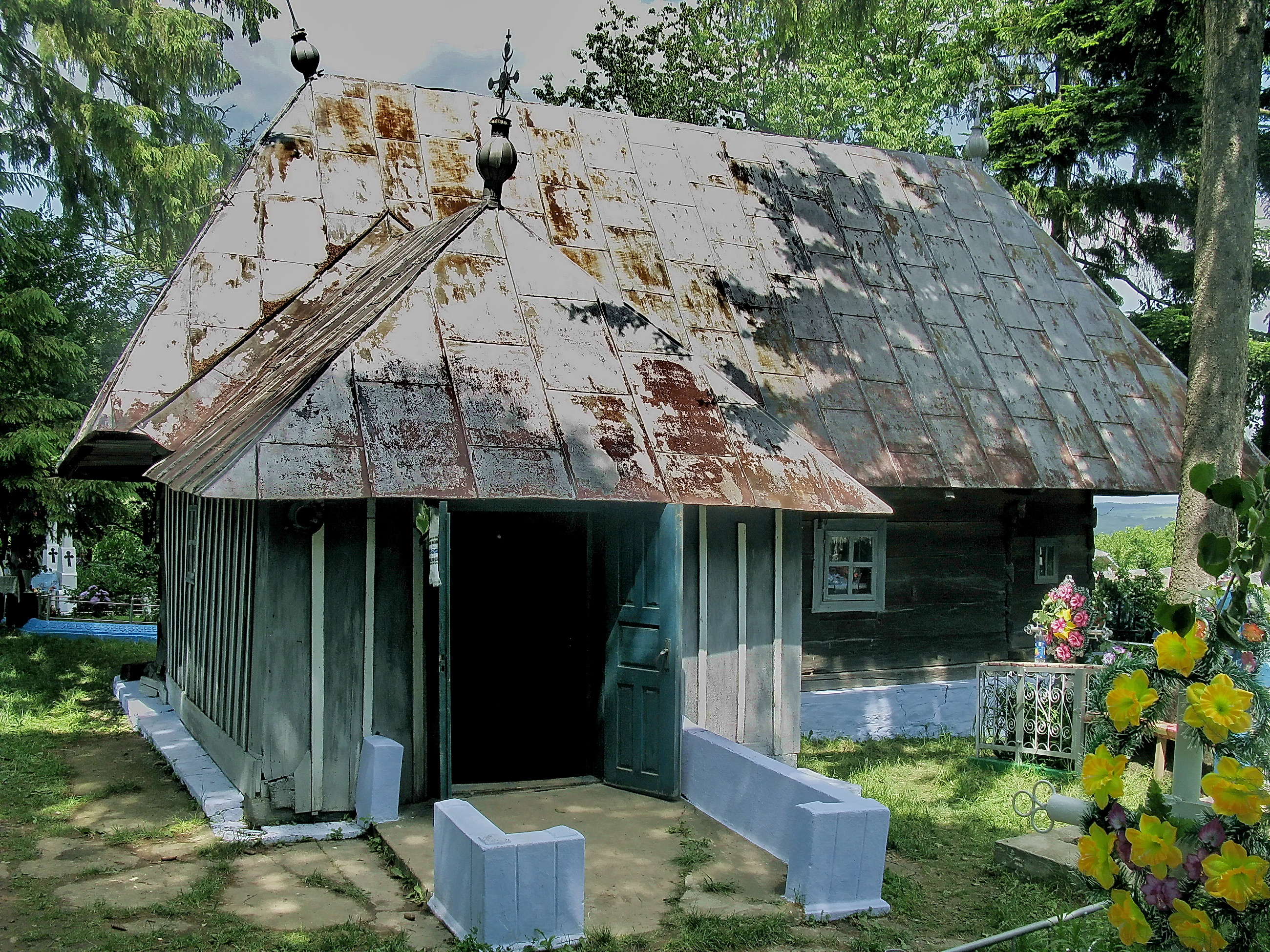
Дерев'яна церква
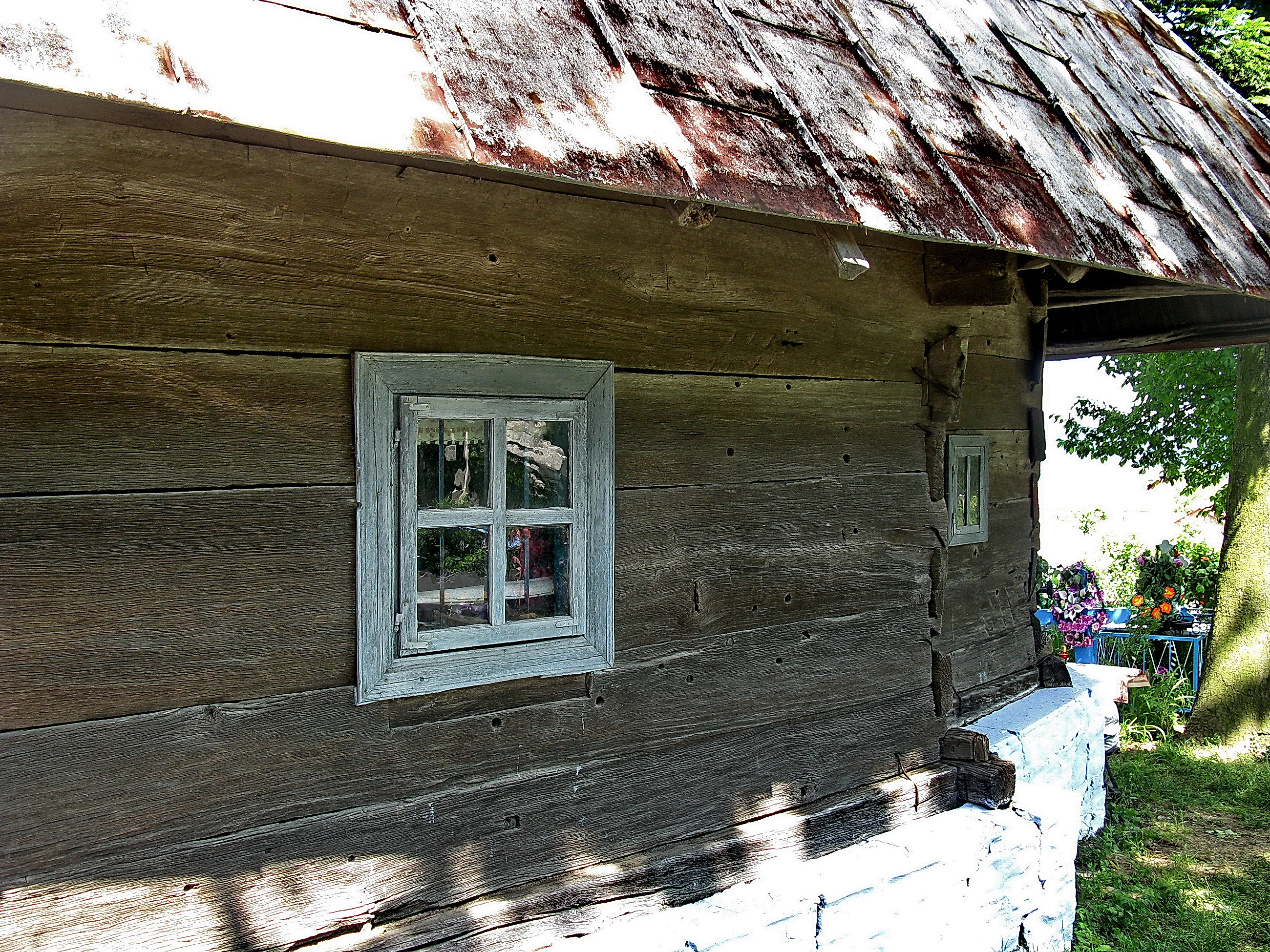
Дерев'яна церква
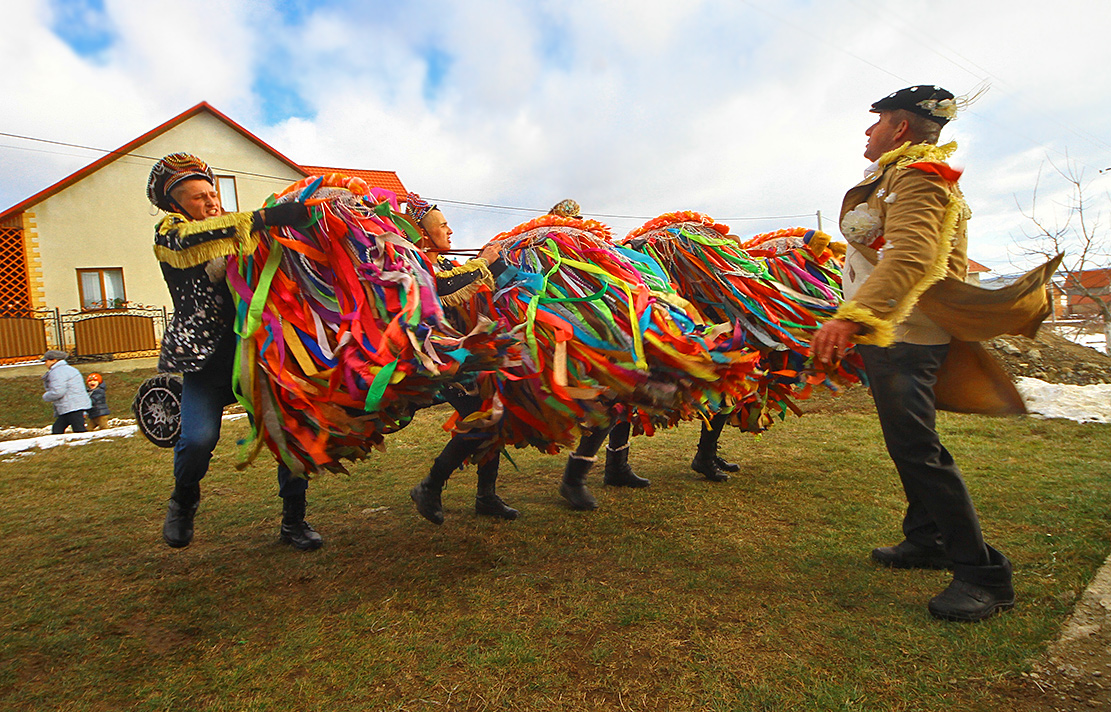
Уратури у Петрашівці
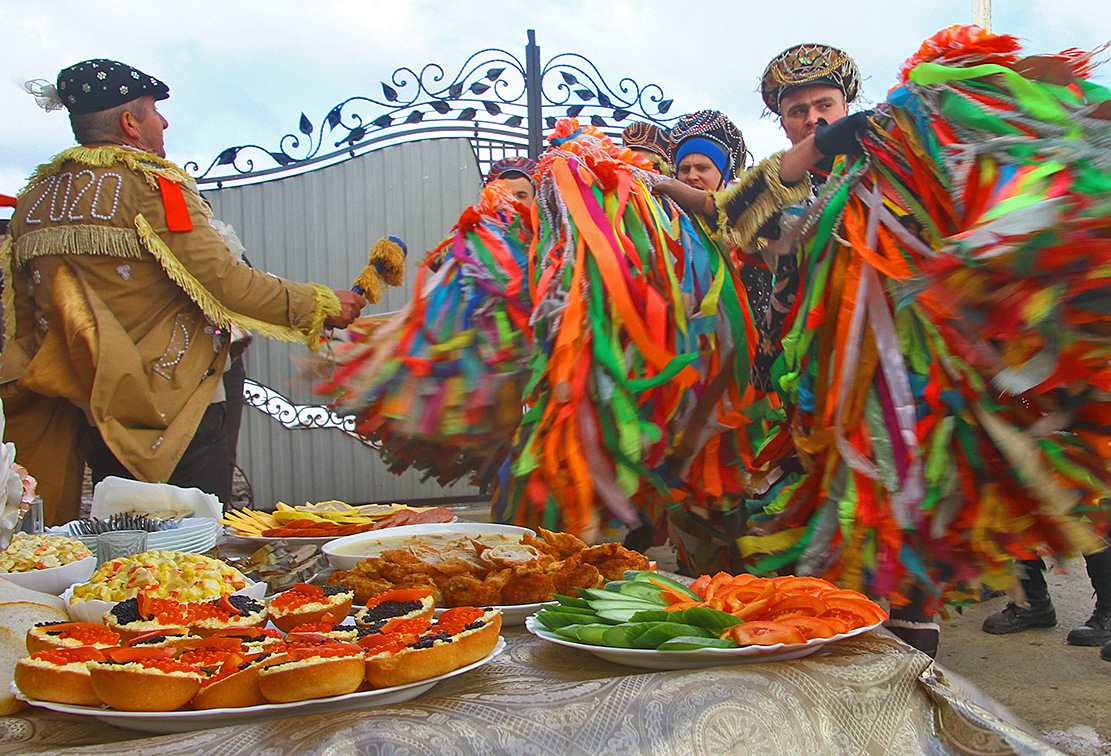
Уратури у Петрашівці
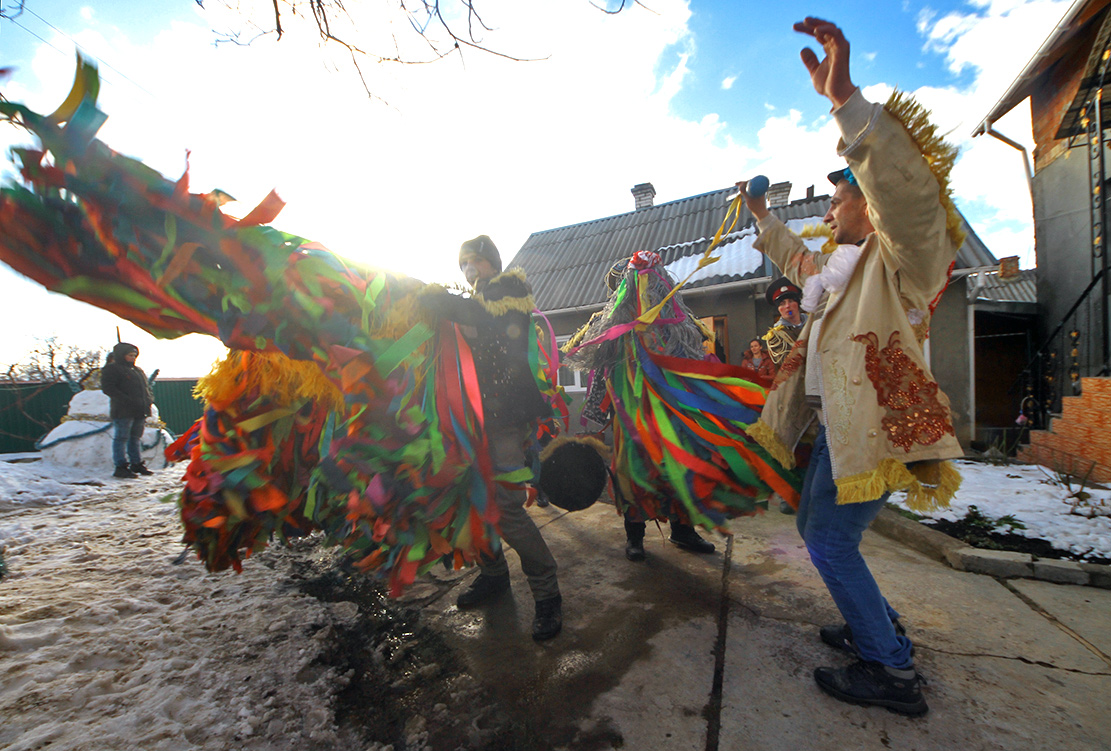
Уратури у Петрашівці
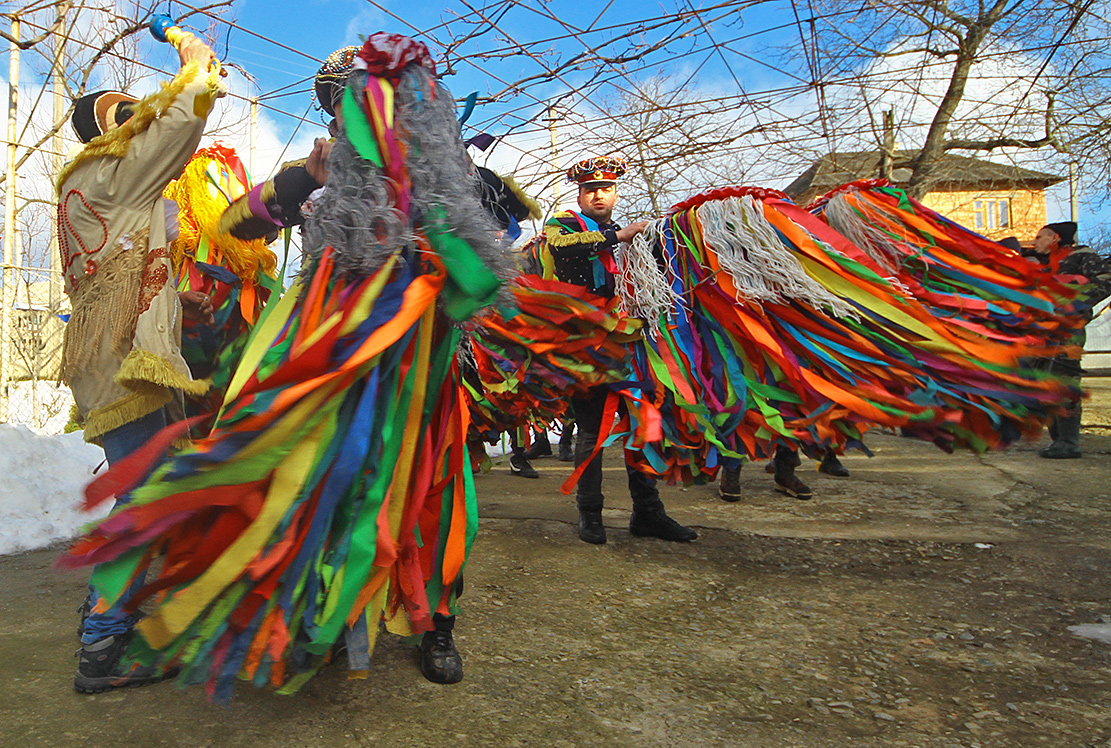
Уратури у Петрашівці
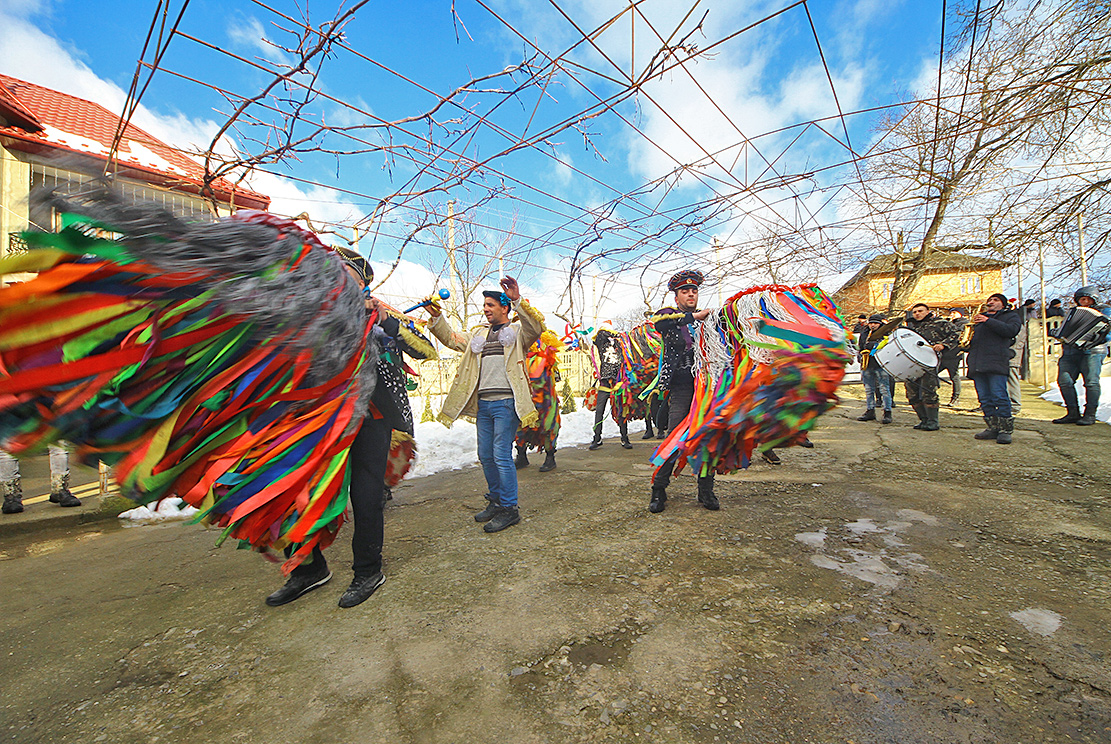
Уратури у Петрашівці
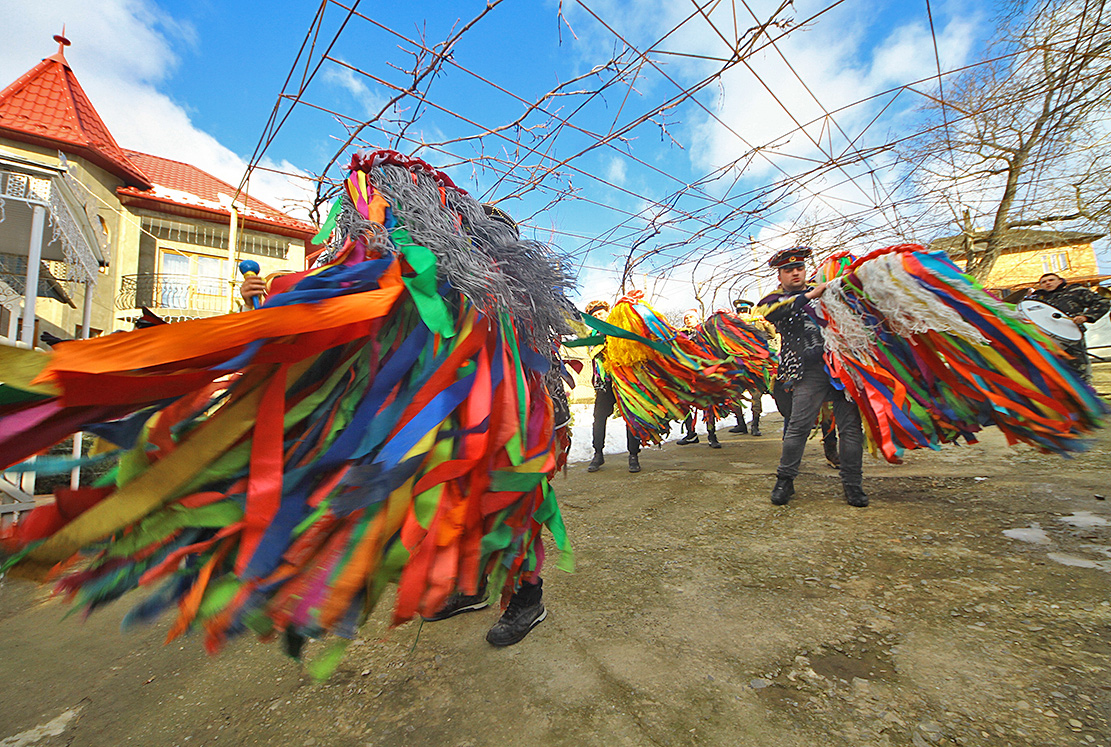
Уратури у Петрашівці
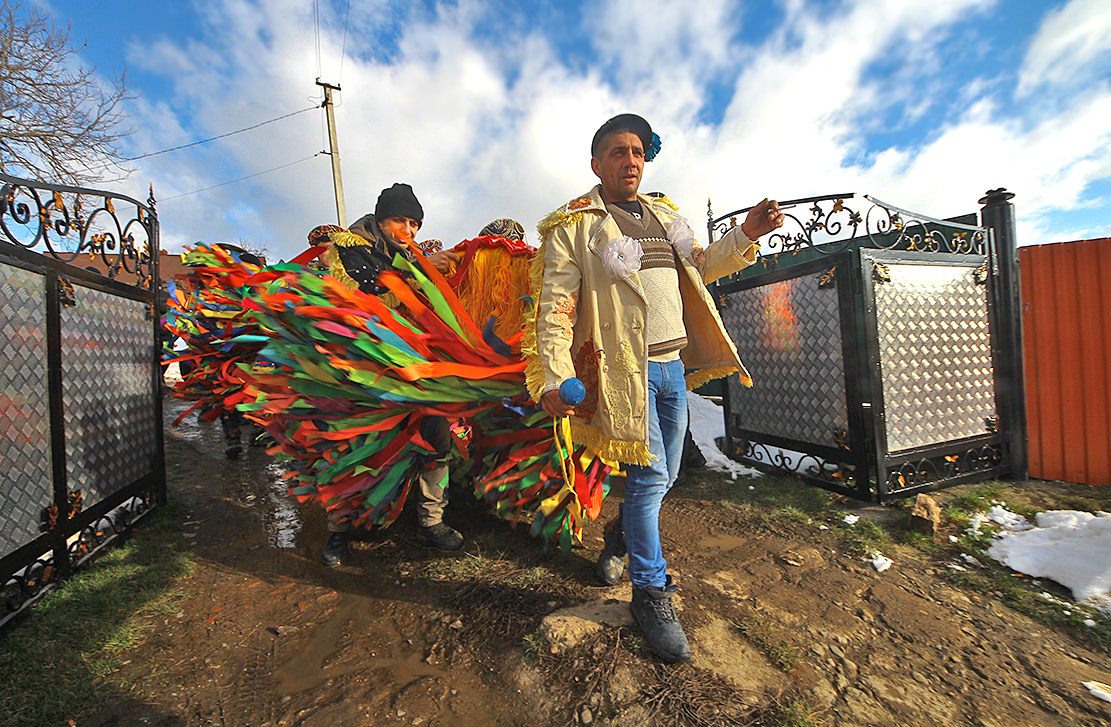
Уратури у Петрашівці
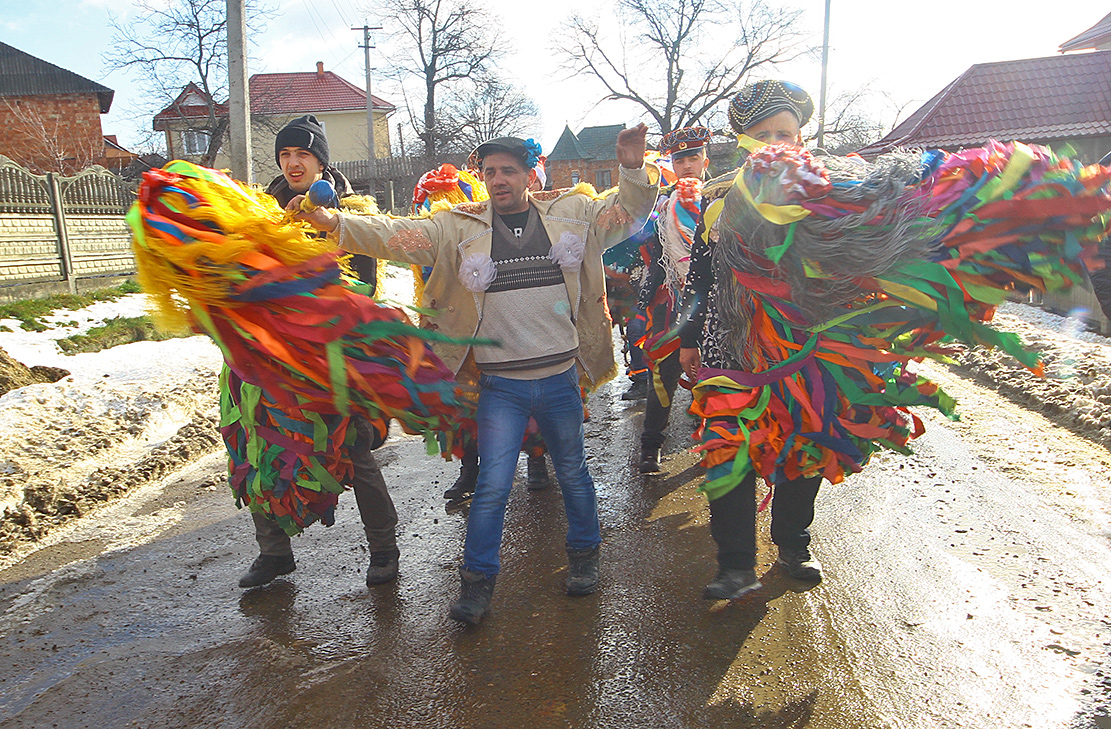
Уратури у Петрашівці
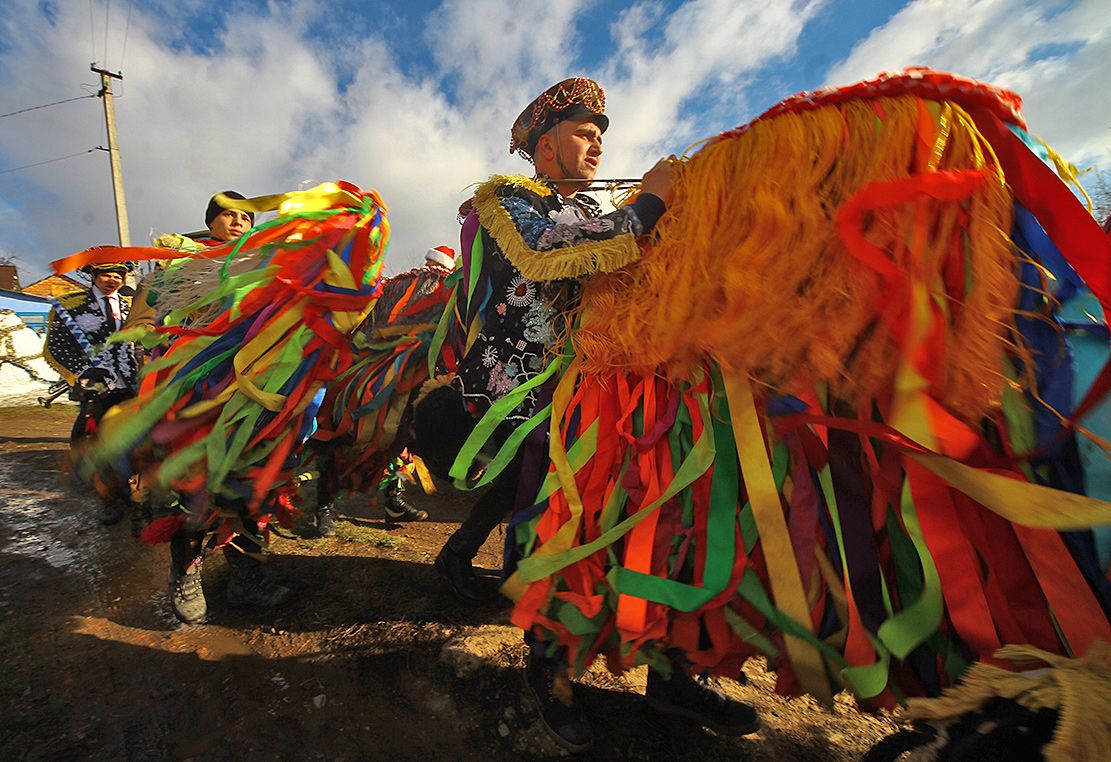
Уратури у Петрашівці
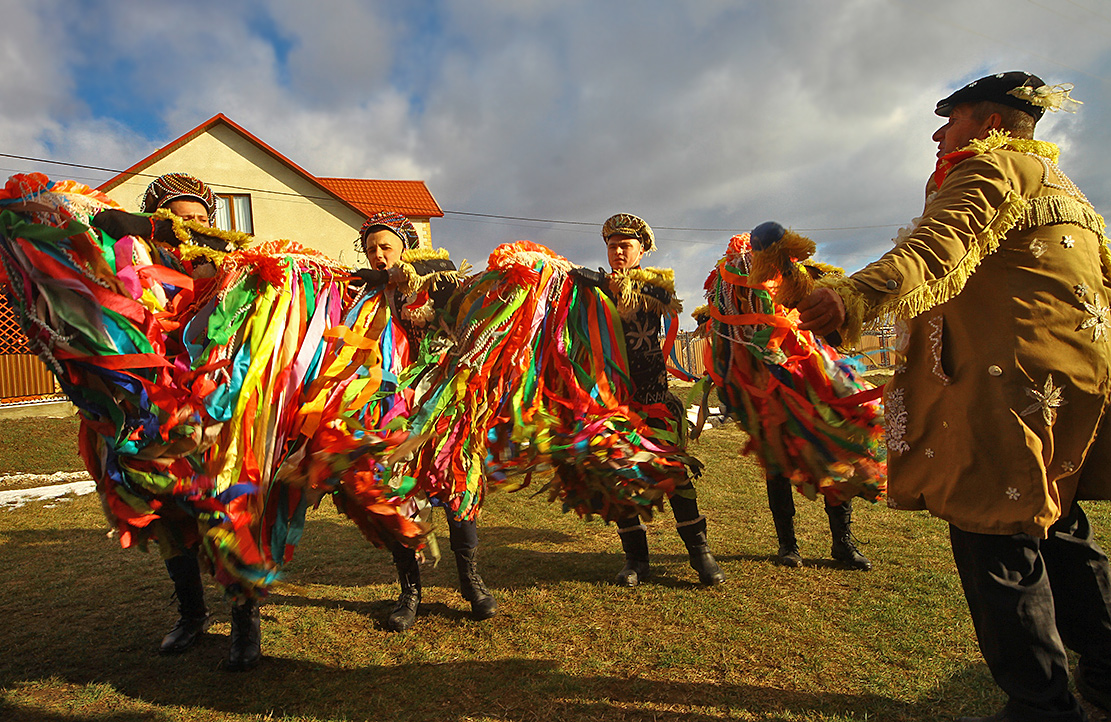
Уратури у Петрашівці